# Eurostar e320
 (août 2013).
Si vous disposez d'ouvrages ou d'articles de référence ou si vous connaissez des sites web de qualité traitant du thème abordé ici, merci de compléter l'article en donnant les références utiles à sa vérifiabilité et en les liant à la section « Notes et références ».
L’Eurostar e320, ou British Rail Class 374, est une rame automotrice construite par Siemens entre 2015 et 2018. Commandée par Eurostar en 2010, afin de renforcer son service voyageurs empruntant le tunnel sous la Manche, elle est une version spécifique de la gamme de trains à grande vitesse Velaro.
Ce train à grande vitesse se distingue de la première génération de rames Eurostar, les TGV TMST, par un nombre de places plus important notamment grâce à l'usage du gabarit continental, la présence de l'électrification 15 kV – 16,7 Hz et la prise en charge de l'ETCS. Ces spécificités, qui permettraient aux Eurostar e320, comme prévu initialement, de prolonger les relations actuelles jusqu'à Cologne et Amsterdam, ne furent cependant pas toutes exploitées à la mise en service. En effet, Eurostar avait annoncé que les Eurostar e320 seraient, dans un premier temps, utilisés pour renforcer les relations existantes, à savoir Bruxelles – Lille – Londres et Paris – Londres. Fin 2014, lors de la présentation de la première rame, la compagnie annonce la mise en service des premiers exemplaires pour fin 2015 et la commande de sept rames supplémentaires.
Le service Eurostar a tout de même fini par être prolongé (à partir du 4 avril 2019) jusqu'à Amsterdam (avec arrêt à Rotterdam), mais avec des retards dus aux faits que le Royaume-Uni ne fait pas partie de l'espace Schengen et que les gares centrales d'Amsterdam et de Rotterdam ne possédaient pas encore de quais sous douane réservés à Eurostar : tout d'abord, les rames transportaient des voyageurs sur tout leur trajet dans le sens Londres – Amsterdam, mais revenaient à vide d'Amsterdam à Anvers pour ne prendre de voyageurs qu'à partir de là (les voyageurs néerlandais devant prendre le Thalys pour rejoindre l'Eurostar à Anvers-Central ou à Bruxelles-Midi); enfin, depuis le 26 octobre 2019, des terminaux Eurostar ont été construits à Amsterdam et Rotterdam et ce retour partiel à vide n'est plus nécessaire. La pandémie de Covid-19 a par ailleurs provoqué une interruption du service à partir de mars 2020 jusqu'au 8 juillet de la même année.

## Description
Tout comme le TGV TMST, et afin d'assurer des circulations sûres ainsi qu'une évacuation rapide dans le tunnel sous la Manche, l'Eurostar e320 est une rame longue d'environ 400 mètres, afin qu'une rame puisse déboucher sur deux rameaux de communication (tous les 375 m), bien que cela ne soit plus obligatoire.
Chaque demi-rame est composée de huit voitures, dont une dotée d'une cabine de conduite, et quatre sont équipées d'un pantographe tandis que les quatre autres sont motorisées.
Chaque voiture est numérotée selon le modèle suivant : 93 70 3740 RRV-C GB-EIL où 93 désigne les automotrices à grande vitesse, 70 la Grande-Bretagne, 37 la classe, 40RR le numéro de la demi-rame, V le numéro de voiture (depuis la voiture équipée du poste de conduite), C une clé de contrôle, GB la nationalité de l'exploitant et EIL Eurostar International Limited.
Les deux demi-rames réunies forment un Eurostar e320 respectant l'agencement indiqué dans le tableau ci-dessous : 
| Pantographe |         | <       |         | <       | <       |         | <       |         |  |         | >       |         | >       | >       |         | >       |         |
| N° véhicule | 3740011 | 3740012 | 3740013 | 3740014 | 3740015 | 3740016 | 3740017 | 3740018 |  | 3740028 | 3740027 | 3740026 | 3740025 | 3740024 | 3740023 | 3740022 | 3740021 |
| Disp. ess.  | Bo′Bo′  | 2′2′    | Bo′Bo′  | 2′2′    | 2′2′    | Bo′Bo′  | 2′2′    | Bo′Bo′  |  | Bo′Bo′  | 2′2′    | Bo′Bo′  | 2′2′    | 2′2′    | Bo′Bo′  | 2′2′    | Bo′Bo′  |

La différence fondamentale se situe au niveau des bogies : hors extrémités, chaque voiture du TGV repose sur un seul bogie Jacobs (24 en tout) alors que le E320 a tous ses véhicules sur 2 bogies soit 32 pour une rame c'est-à-dire 8x12t = 96 tonnes de plus à tracter, ce qui entraîne une consommation supérieure de 10%[réf. souhaitée].

## Caractéristiques

### Motorisation

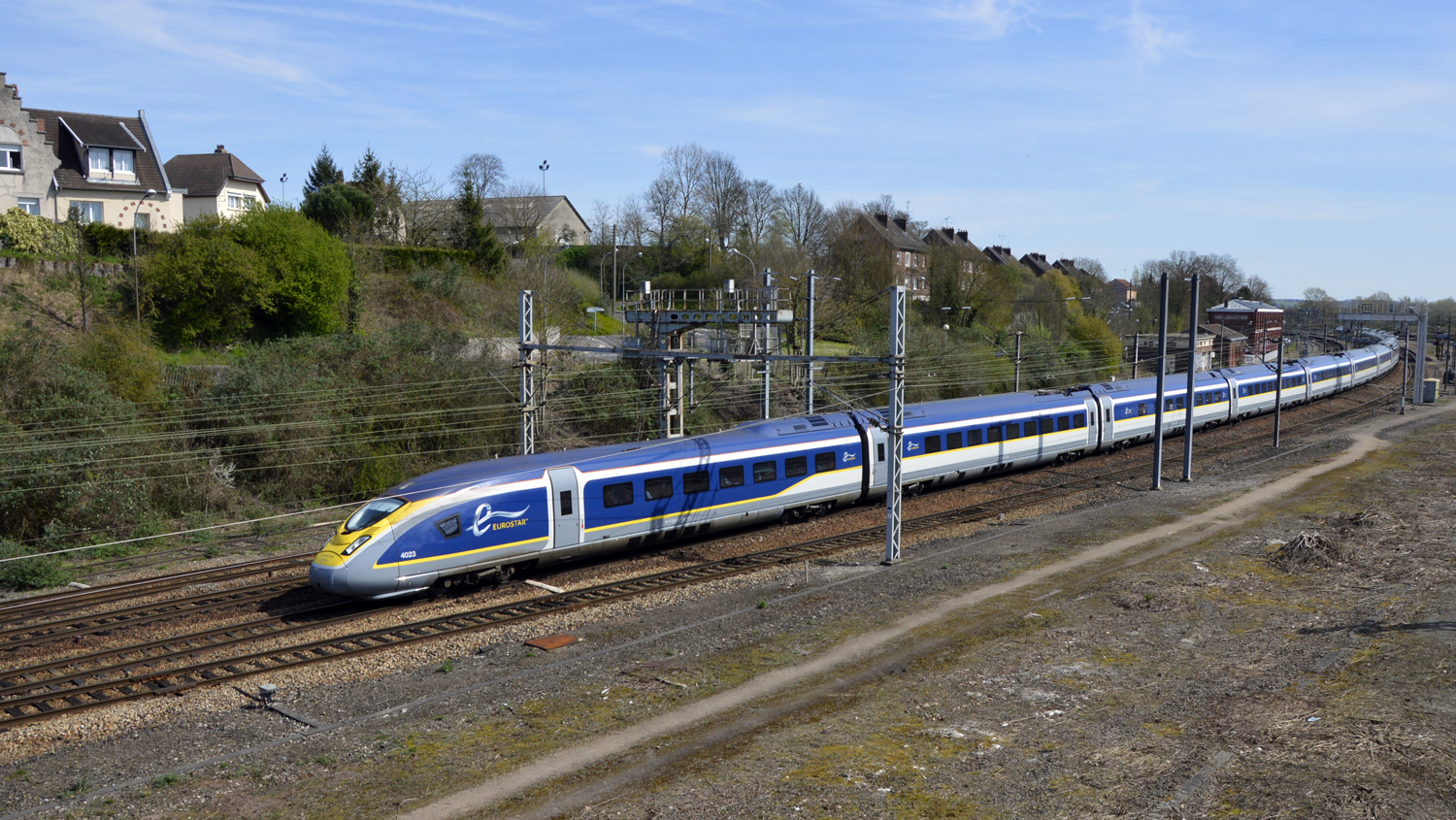
La rame 4023/24 assurant l'Eurostar 9031 (Paris-Nord – Londres-Saint-Pancras), alors détourné par Longueau.

Comme toutes les rames de la gamme Velaro, l'Eurostar e320 est un train à motorisation répartie, avec un bogie sur deux motorisé. Cette technologie était initialement exclue du tunnel sous la Manche ; il aura donc fallu attendre que l'agence de l'Union européenne pour les chemins de fer rende un avis favorable à l'exploitation dans le tunnel de trains l'utilisant, pour que la commission inter-gouvernementale donne le feu vert aux circulations de l'e320.

### Signalisation
Compte tenu du grand nombre de réseaux qu'il sera amené à emprunter, l'Eurostar e320 est compatible avec un nombre important de systèmes de signalisation ferroviaire, parmi eux :
- Pour les lignes classiques :
  - KVB : en France et en Angleterre après avoir quitté la HS1 jusqu'à la gare de Saint-Pancras ;
  - TBL et Memor : en Belgique (à noter : la LGV 2 qui pourrait être empruntée si une liaison vers l'Allemagne voit le jour, est équipée du TBL2 et non d'un système commun à d'autres LGV ; cependant, depuis décembre 2017, la LGV 2 est équipée en ETCS niveau 1 ;
  - ATB : Aux Pays-Bas hors LGV (soit Schiphol – Amsterdam-Central) ;
- Pour les lignes à grande vitesse :
  - TVM : LGV françaises, Tunnel sous la Manche, LGV 1, HS1 ;
  - ERTMS :
    - LGV 3 si dessertes vers l'Allemagne,
    - LGV 4, HSL-Zuid soit d'Anvers-Luchtbal à Schiphol.

La prise en charge de ces nombreux systèmes a provoqué des retards dans la conception des Eurostar e320, repoussant leur livraison.

### Aménagement intérieur
L'aménagement de ces nouvelles rames d'environ 900 places a été confié à Pininfarina, entreprise Italienne qui a également été chargée des études design de la rénovation du parc de TGV TMST.

## État du matériel
À la date du 24 avril 2013, seules 13 des 20 demi-rames commandées avaient été construites, poussant Siemens à reporter la livraison de l'ensemble de la flotte, initialement prévue fin 2014, à 2015. Fin 2014, sept rames supplémentaires sont commandées. En 2018, toutes les rames ont été livrées.
| Rame      | Mise en service    | Radiation | Dépôt        | Observations                                                                                        |
| --------- | ------------------ | --------- | ------------ | --------------------------------------------------------------------------------------------------- |
| 4001/4002 | 1er mars 2016      | /         | Temple Mills | Première rame à posséder le nouveau logo eurostar de 2023                                           |
| 4003/4004 | 1er mars 2016      | /         | Temple Mills | |
| 4005/4006 | 1er janvier 2016   | /         | Temple Mills | |
| 4007/4008 | 1er décembre 2015  | /         | Temple Mills | |
| 4009/4010 | 1er décembre 2015  | /         | Temple Mills | |
| 4011/4012 | 1er décembre 2015  | /         | Temple Mills | |
| 4013/4014 | 1er juillet 2018   | /         | Temple Mills | Dernière rame livrée par Siemens (auparavant utilisée pour les essais et homologations de la série) |
| 4015/4016 | 1er novembre 2015  | /         | Temple Mills | |
| 4017/4018 | 1er novembre 2015  | /         | Temple Mills | |
| 4019/4020 | 1er décembre 2015  | /         | Temple Mills | |
| 4021/4022 | 1er septembre 2016 | /         | Temple Mills | |
| 4023/4024 | 1er janvier 2017   | /         | Temple Mills | |
| 4025/4026 | 1er avril 2017     | /         | Temple Mills | |
| 4027/4028 | 1er juin 2017      | /         | Temple Mills | |
| 4029/4030 | 1er octobre 2017   | /         | Temple Mills | |
| 4031/4032 | 1er novembre 2017  | /         | Temple Mills | |
| 4033/4034 | 1er juillet 2018   | /         | Temple Mills | |